# Chambonas (Ardèche)
Cet article concerne une commune de l'Ardèche. Pour les autres significations, voir Chambonas.
Ne doit pas être confondu avec Chandolas.

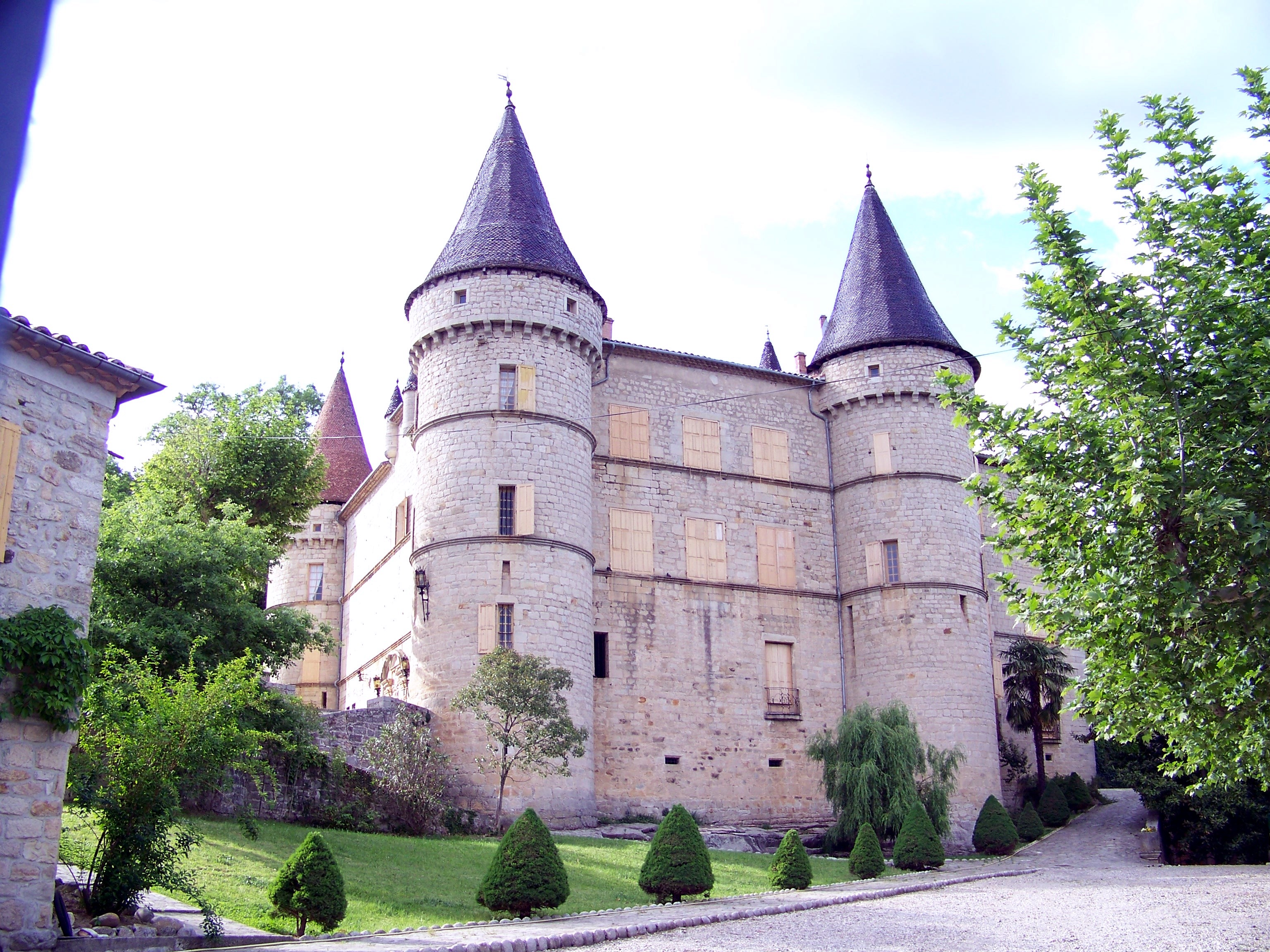
Le château de Chambonas.

Chambonas [ʃɑ̃bɔnas]  est une commune française, située dans le département de l'Ardèche en région Auvergne-Rhône-Alpes.
Ses habitants sont appelés les Chambonasais.

## Géographie

### Situation et description
Le village de Chambonas est situé à la périphérie des Vans, à 2 kilomètres. La commune dispose d'une situation particulièrement favorable et d'un patrimoine historique exceptionnel. Village à vocation agricole, l'économie actuelle repose surtout sur le tourisme et sa proximité avec la ville des Vans.

### Communes limitrophes
| Saint-Pierre-Saint-Jean | Payzac    |             |
| Les Salelles Gravières  | Chambonas | Les Assions |
|                         | Les Vans  |             |

### Climat
Pour des articles plus généraux, voir Climat d'Auvergne-Rhône-Alpes et Climat de l'Ardèche.
En 2010, le climat de la commune est de type climat méditerranéen franc, selon une étude du CNRS s'appuyant sur une série de données couvrant la période 1971-2000. En 2020, Météo-France publie une typologie des climats de la France métropolitaine dans laquelle la commune est exposée à un climat de montagne ou de marges de montagne et est dans la région climatique Provence, Languedoc-Roussillon, caractérisée par une pluviométrie faible en été, un très bon ensoleillement (2 600 h/an), un été chaud (21,5 °C), un air très sec en été, sec en toutes saisons, des vents forts (fréquence de 40 à 50 % de vents > 5 m/s) et peu de brouillards.
Pour la période 1971-2000, la température annuelle moyenne est de 13,9 °C, avec une amplitude thermique annuelle de 17,8 °C. Le cumul annuel moyen de précipitations est de 1 256 mm, avec 7,5 jours de précipitations en janvier et 4,3 jours en juillet. Pour la période 1991-2020, la température moyenne annuelle observée sur la station météorologique de Météo-France la plus proche, « Les Vans-Sa », sur la commune des Vans à 1 km à vol d'oiseau, est de 13,9 °C et le cumul annuel moyen de précipitations est de 1 251,0 mm,. Pour l'avenir, les paramètres climatiques de la commune estimés pour 2050 selon différents scénarios d'émission de gaz à effet de serre sont consultables sur un site dédié publié par Météo-France en novembre 2022.

### Hydrographie
Le territoire communal est arrosé par le Chassezac, principal affluent de l'Ardèche, d'une longueur de 84,6 kilomètres et qui lui apporte ses eaux en rive droite.

## Urbanisme

### Typologie
Au 1er janvier 2024, Chambonas est catégorisée commune rurale à habitat dispersé, selon la nouvelle grille communale de densité à 7 niveaux définie par l'Insee en 2022.
Elle appartient à l'unité urbaine des Les Vans, une agglomération intra-départementale dont elle est une commune de la banlieue,. La commune est en outre hors attraction des villes,.

### Occupation des sols
L'occupation des sols de la commune, telle qu'elle ressort de la base de données européenne d’occupation biophysique des sols Corine Land Cover (CLC), est marquée par l'importance des forêts et milieux semi-naturels (53,3 % en 2018), en augmentation par rapport à 1990 (50,6 %). La répartition détaillée en 2018 est la suivante : 
forêts (45,8 %), zones agricoles hétérogènes (45,1 %), milieux à végétation arbustive et/ou herbacée (7,5 %), zones urbanisées (1,7 %).
L'évolution de l’occupation des sols de la commune et de ses infrastructures peut être observée sur les différentes représentations cartographiques du territoire : la carte de Cassini (XVIIIe siècle), la carte d'état-major (1820-1866) et les cartes ou photos aériennes de l'IGN pour la période actuelle (1950 à aujourd'hui).

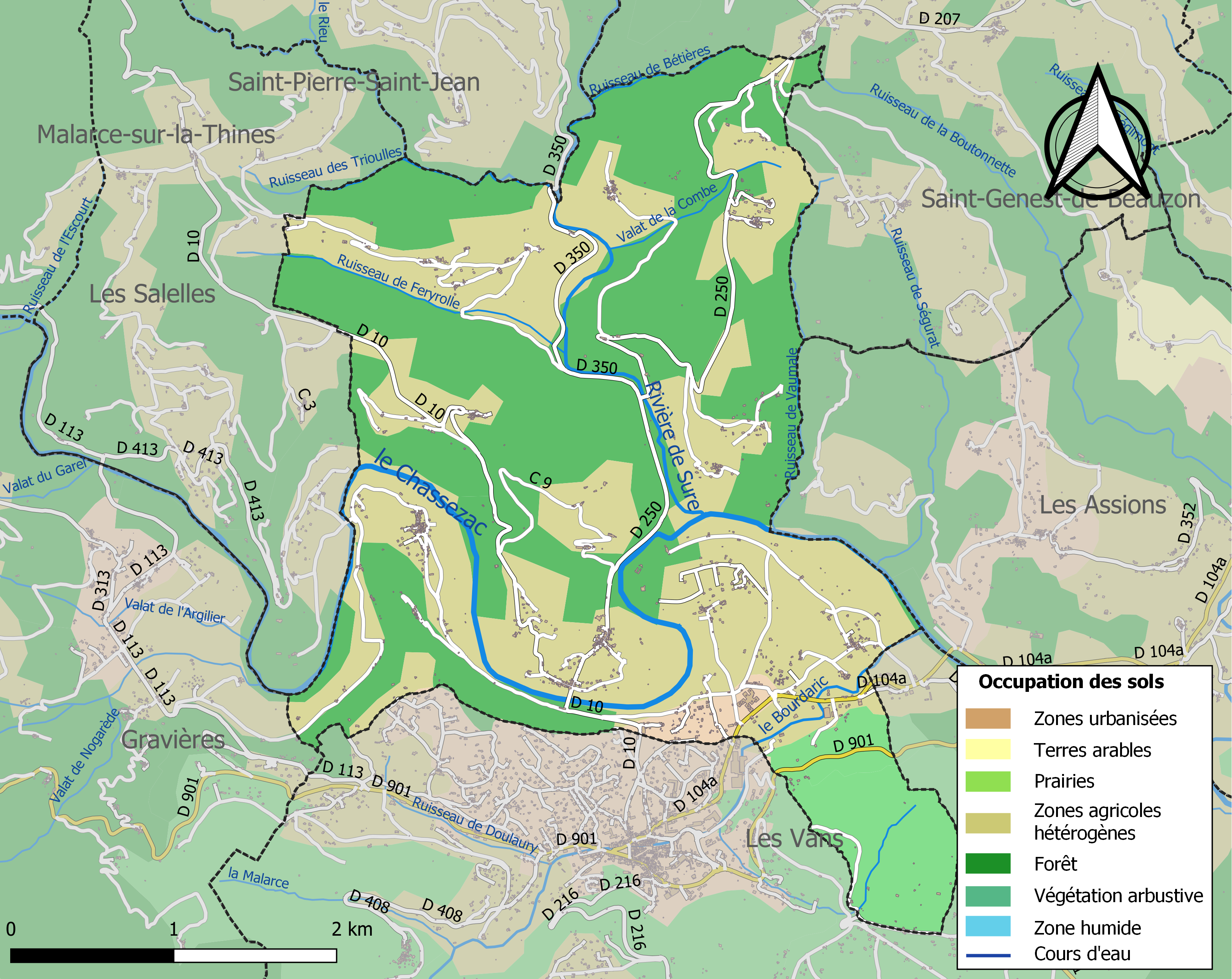
Carte des infrastructures et de l'occupation des sols de la commune en 2018 (CLC).

### Lieux-dits, hameaux et écarts
Les habitants de la commune sont concentrés autour du bourg principal avec son église et son château mais aussi dans les nombreux hameaux dispersés de la commune comme Marvignes, Vompdes, le Pont, le Vignal, les Sielves, les Sielvettes, l'Evescat, Montmajour, les Bancs, Champval, les Maisons, le Coussillon, le Puech, les Gras, Fontgranier ou Verlegas.

## Histoire
Voir également la page consacrée à la famille et à la seigneurie de La Garde de Chambonas.

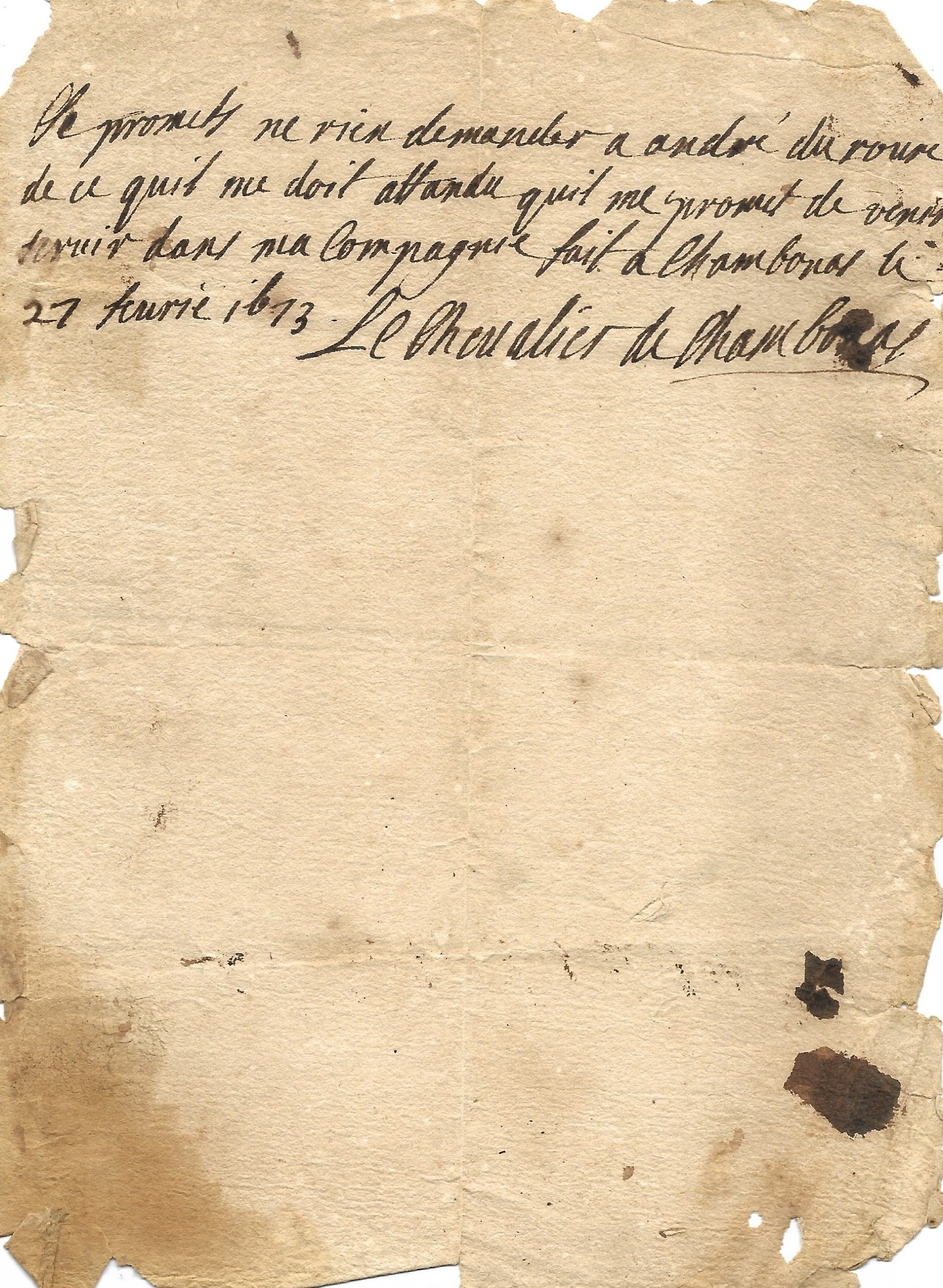
Signature du marquis de Chambonas qui enrôle Andrè Duroure et lui remets ses dettes 1693.

### Héraldique
| Blason de Chambonas | Blason  | D’azur à trois lévriers d’argent courant l’un au-dessus de l’autre. |
| Blason de Chambonas | Détails | Le statut officiel du blason reste à déterminer.                    |

Il semble que ce blason soit la combinaison des couleurs historiques de la famille de La Garde de Chambonas, propriétaire du château de Chambonas du XIVe siècle à 1808, et du dessin du blason de la famille de Chanaleilles qui fut propriétaire du château de 1808 jusqu'en 1970 et dont les armes sont visibles sur plusieurs porches et frontons du château.

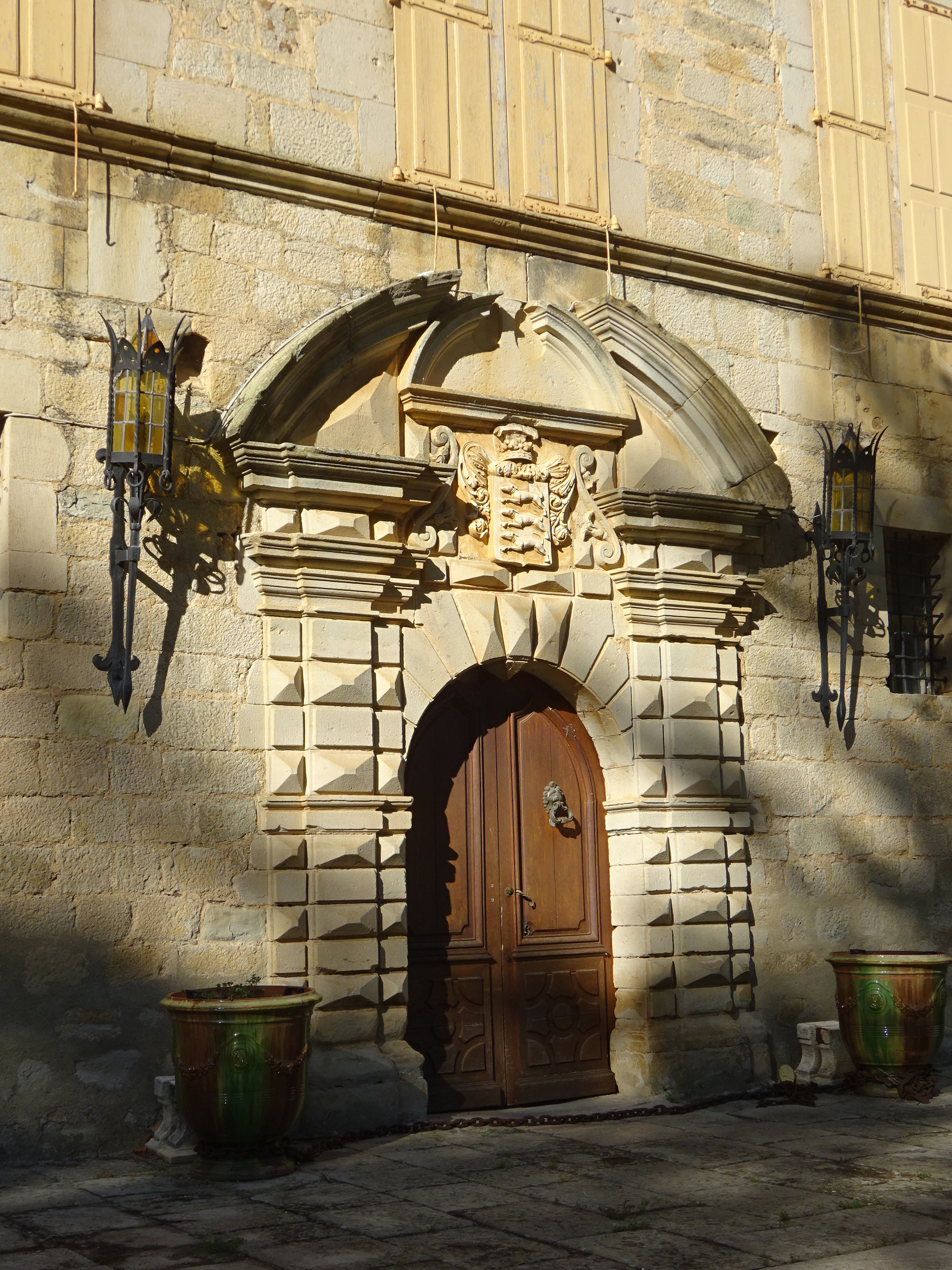
Château de Chambonas : porte à bossage en pointe de diamant surmontée du blason de la famille des Chanaleilles.

|                                                             |                                                             |
| Famille de La Garde de Chambonas : D'azur au chef d'argent. | Famille de Chanaleilles : D'or aux trois lévriers de sable. |

## Politique et administration

### Liste des maires
| Période                                  | Période                   | Identité           | Étiquette | Qualité       |
| ---------------------------------------- | ------------------------- | ------------------ | --------- | ------------- |
| Les données manquantes sont à compléter. |                           |                    |           |               |
| ?                                        | décembre 1940 (révoqué)   | M. Gourdon         | ?         |               |
| avant 1988                               | 1995                      | Michel Borelly     |           |               |
| mars 2001                                | mars 2008                 | Roger Moutet       |           |               |
| mars 2008                                | mars 2014                 | Roger Boulard      |           |               |
| mars 2014                                | En cours (au 6 août 2020) | Bérengère Bastide, | PS        | Fonctionnaire |

## Population et société

### Démographie
L'évolution du nombre d'habitants est connue à travers les recensements de la population effectués dans la commune depuis 1793. Pour les communes de moins de 10 000 habitants, une enquête de recensement portant sur toute la population est réalisée tous les cinq ans, les populations de référence des années intermédiaires étant quant à elles estimées par interpolation ou extrapolation. Pour la commune, le premier recensement exhaustif entrant dans le cadre du nouveau dispositif a été réalisé en 2007.

En 2022, la commune comptait 978 habitants, en évolution de +11,26 % par rapport à 2016 (Ardèche : +2,48 %, France hors Mayotte : +2,11 %).
| 1793  | 1800 | 1806  | 1821  | 1831  | 1836  | 1841  | 1846  | 1851  |
| ----- | ---- | ----- | ----- | ----- | ----- | ----- | ----- | ----- |
| 1 202 | 718  | 1 091 | 1 055 | 1 286 | 1 322 | 1 327 | 1 350 | 1 204 |

| 1856  | 1861  | 1866  | 1872  | 1876  | 1881  | 1886 | 1891  | 1896 |
| ----- | ----- | ----- | ----- | ----- | ----- | ---- | ----- | ---- |
| 1 249 | 1 152 | 1 127 | 1 099 | 1 071 | 1 012 | 981  | 1 000 | 892  |

| 1901 | 1906 | 1911 | 1921 | 1926 | 1931 | 1936 | 1946 | 1954 |
| ---- | ---- | ---- | ---- | ---- | ---- | ---- | ---- | ---- |
| 922  | 866  | 861  | 748  | 767  | 749  | 649  | 660  | 595  |

| 1962 | 1968 | 1975 | 1982 | 1990 | 1999 | 2006 | 2007 | 2012 |
| ---- | ---- | ---- | ---- | ---- | ---- | ---- | ---- | ---- |
| 605  | 605  | 566  | 520  | 552  | 555  | 595  | 600  | 652  |

| 2017 | 2022 | - | - | - | - | - | - | - |
| ---- | ---- | - | - | - | - | - | - | - |
| 905  | 978  | - | - | - | - | - | - | - |

### Enseignement
La commune est rattachée à l'académie de Grenoble.

### Médias
La commune est située dans la zone de distribution de deux organes de la presse écrite :
- L'Hebdo de l'Ardèche

Il s'agit d'un journal hebdomadaire français basé à Valence et couvrant l'actualité de tout le département de l'Ardèche.
- Le Dauphiné libéré

Il s'agit d'un journal quotidien de la presse écrite française régionale distribué dans la plupart des départements de l'ancienne région Rhône-Alpes, notamment l'Ardèche. La commune est située dans la zone d'édition de Privas et d'Aubenas.
- La Viste : le magazine du Pays des vans, présenté comme un instrument de culture patrimoniale paraissant deux fois par an[24].

Ici Drôme Ardèche est la radio publique locale couvrant le territoire de la commune et de l’ensemble du département.

## Culture et patrimoine

### Patrimoine religieux
- Église romane Saint-Martin du XIIe siècle : nef unique, abside en cul-de-four, frise extérieure sculptée.

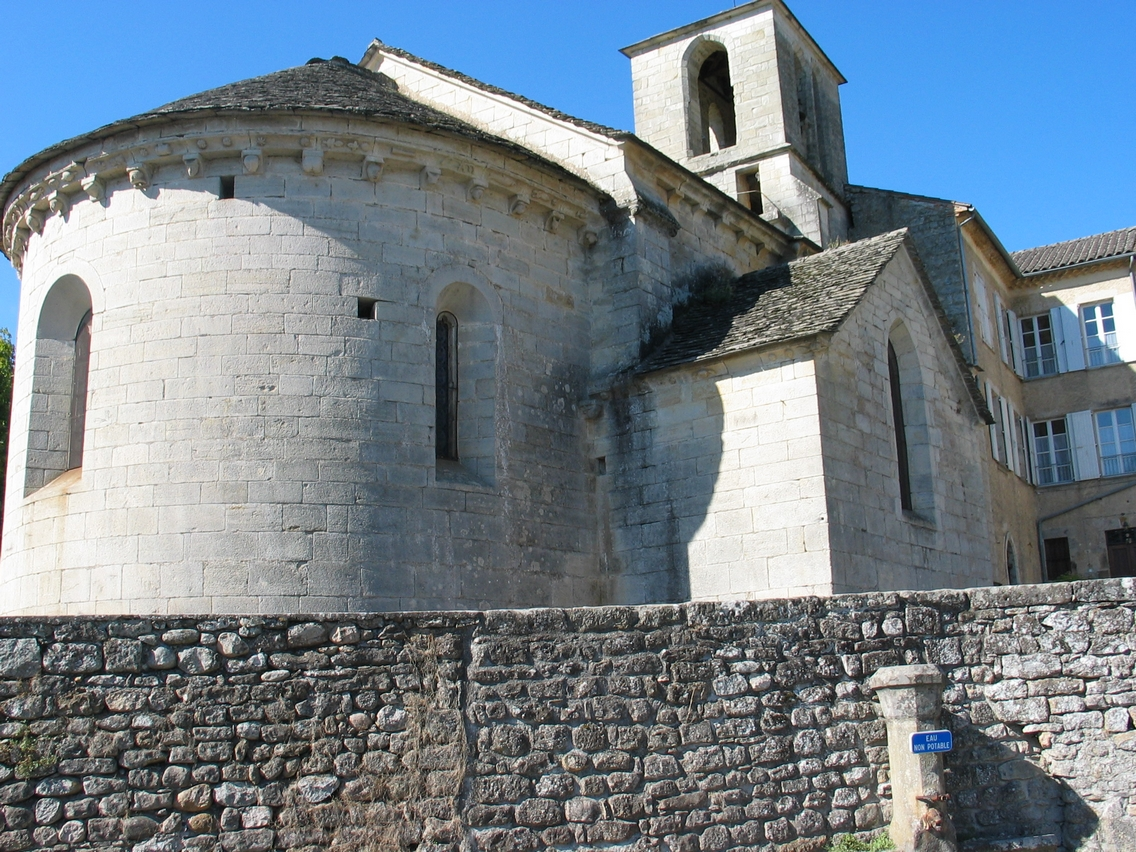
L'église Saint-Martin.
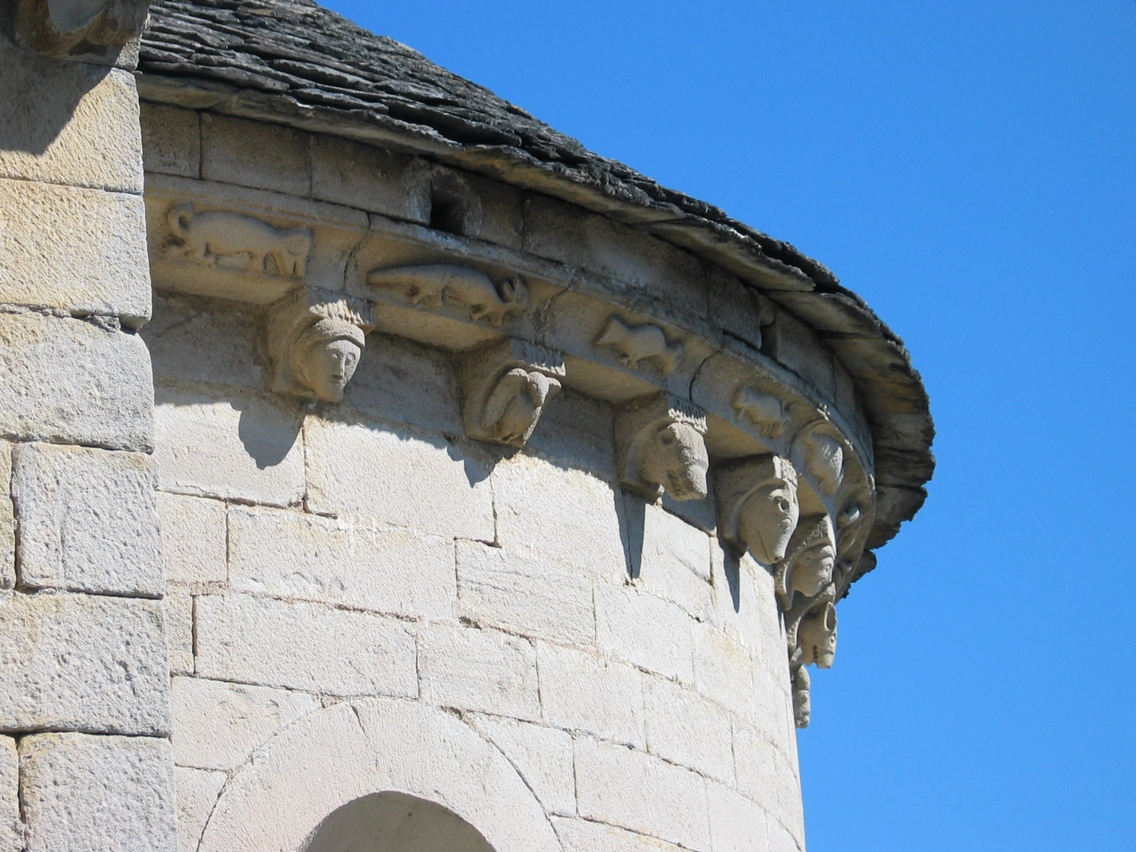
Détail.
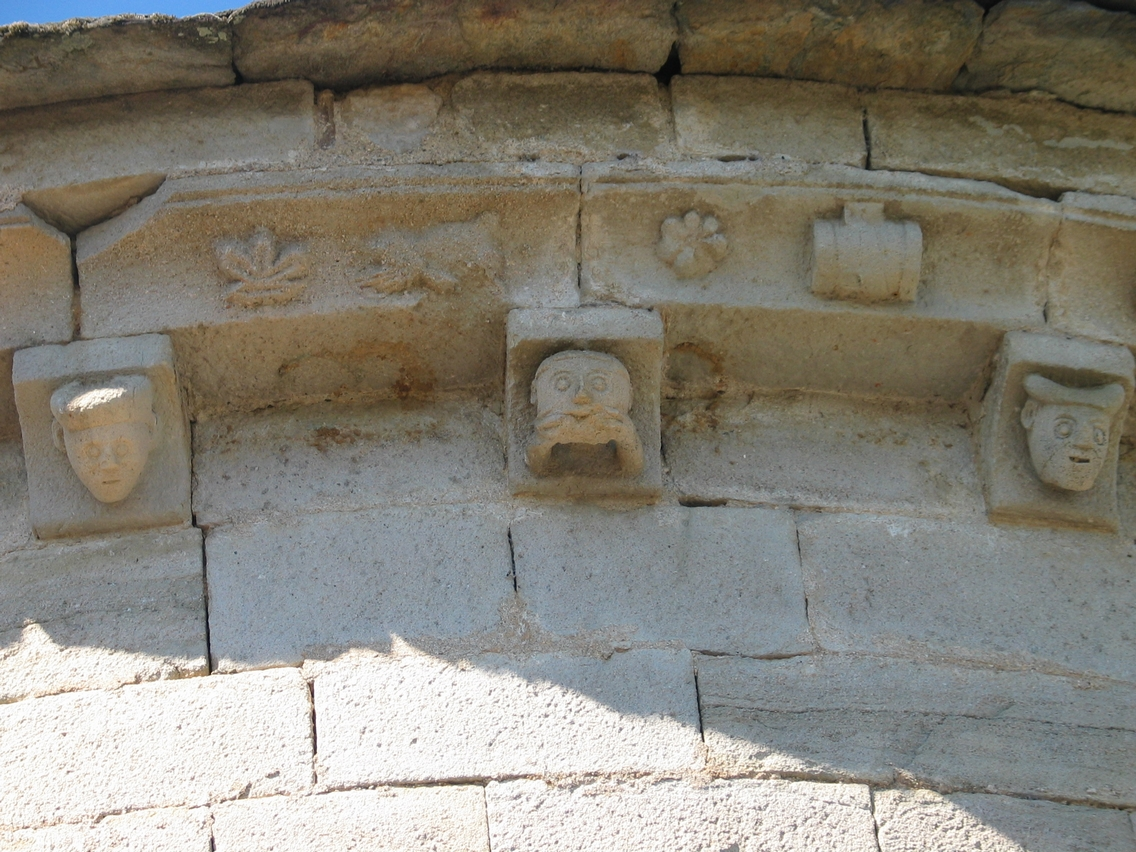
Détail.
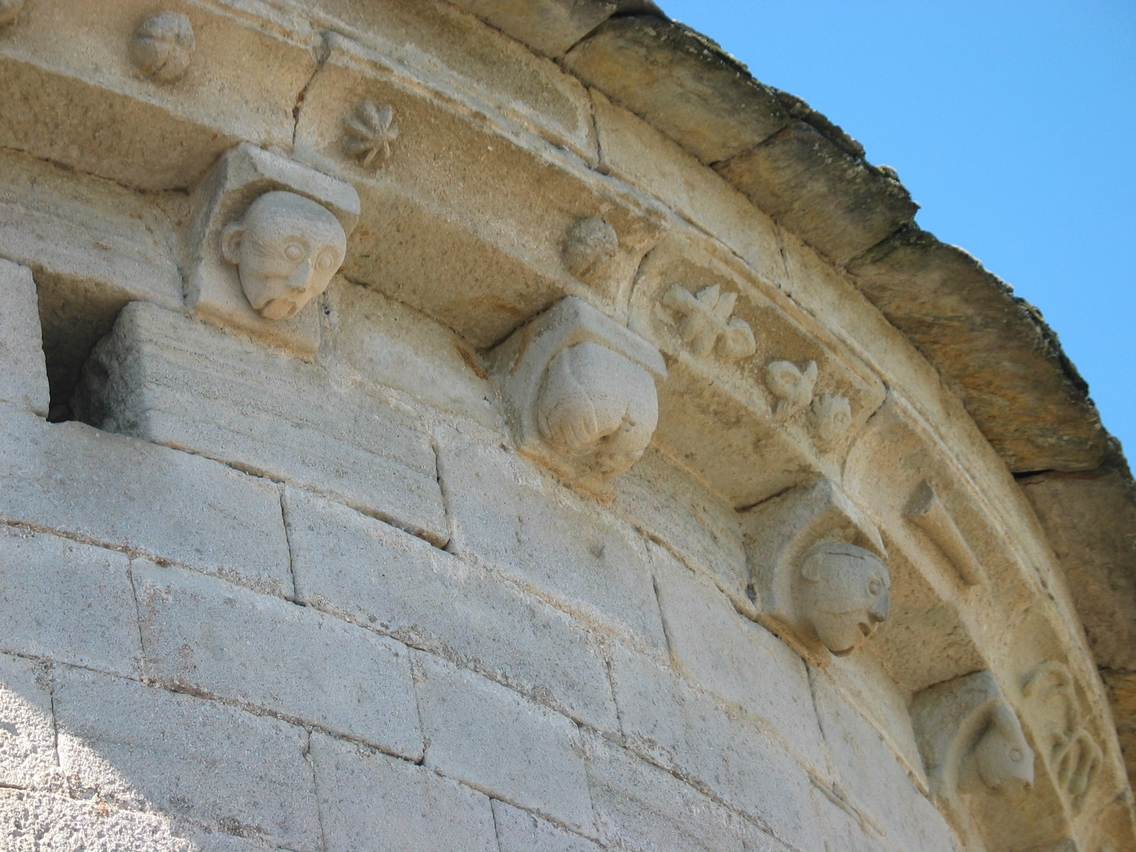
Détail.

### Lieux et monuments

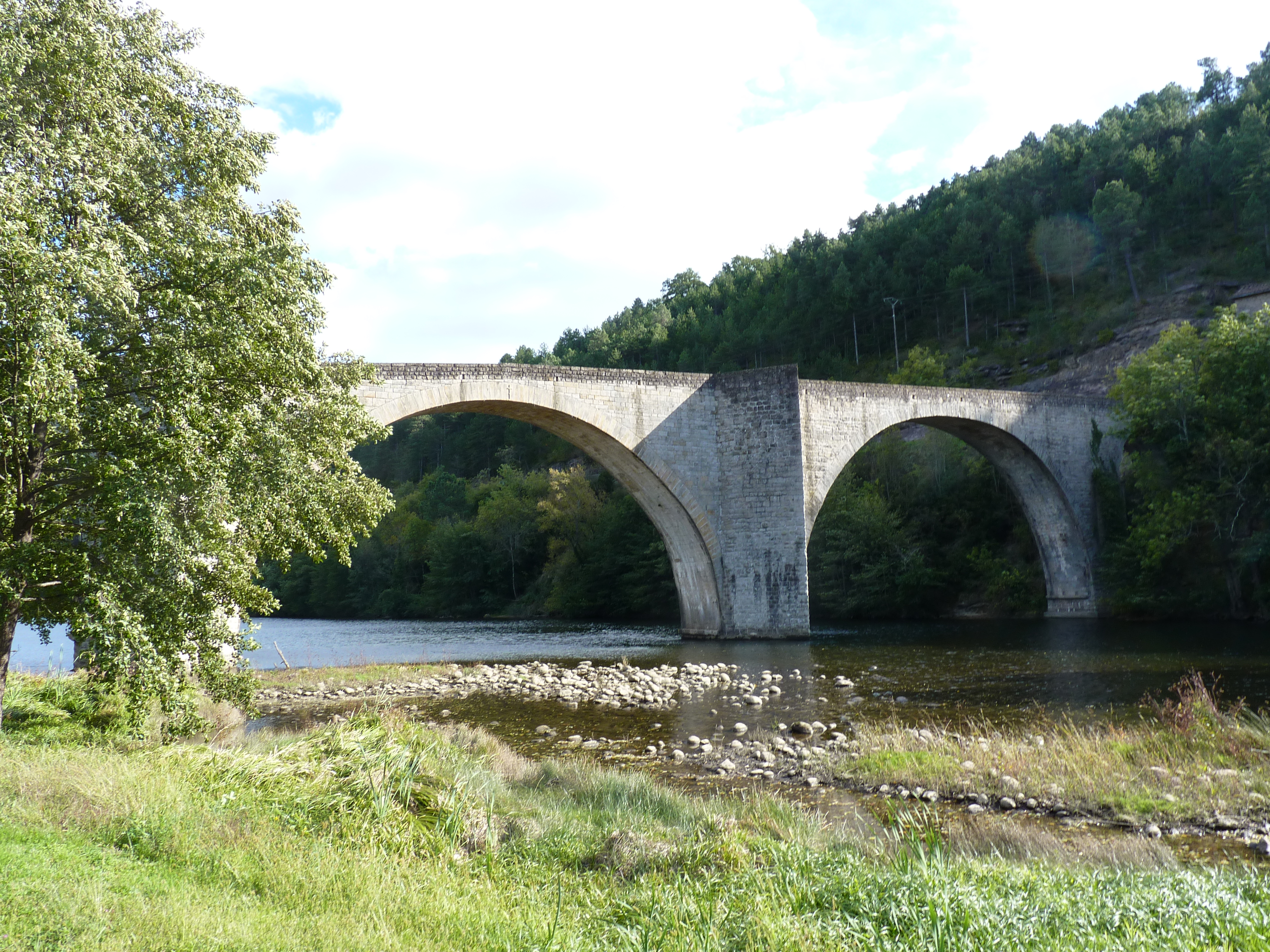
Le pont.

- Beau château des XIIIe siècle, XVIIe siècle et XVIIIe siècle : intérieur à décor italien, grand escalier, salon italien et grand salon, petit salon dans une tour, mobilier, jardins à la française[25] qui furent attribués à  Le Nôtre (ou, plus vraisemblablement, à l'un de ses élèves)[réf. nécessaire]
- Le pont édifié au XIIIe siècle par les moines de Saint-Gilles, fut détruit et reconstruit au XVIe siècle, endommagé durant les bombardements en 1944, reconstruit depuis.
- Tunnel passant sous le parc du château.
- Village ancien.
- Château du Scipionnet,ancienne résidence de Odilon Barrot, transformé en gîte.

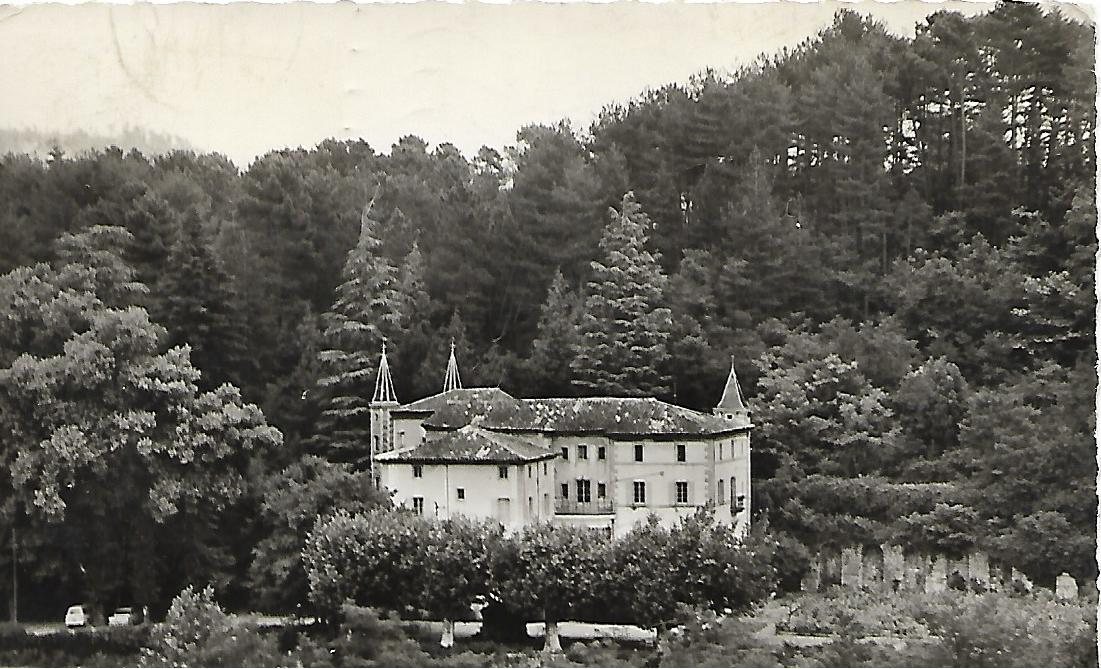
Le Scipionnet à Chambonas - 07.

- Le Musée vivant du cochon et sa mini-ferme est exclusivement consacré à tout ce qui tourne autour du cochon : mythologie, arts populaires, cinéma, objets divers et variés. Il présente aussi une mini-ferme avec des animaux miniatures. Voir le site

### Festivités et événements
- Concours de pétanque l'été.
- Fête votive le 14 août.

### Personnalités liées à la commune
- Claude Allier (?-1793), prêtre et activiste contre-révolutionnaire français, curé de Chambonas.
- Victor-Scipion-Charles-Auguste de La Garde de Chambonas, (1750 à Chambonas - 1830 à Paris), général de brigade et homme politique, ministre des Affaires étrangères dans le Gouvernement de Louis XVI.